# شان کینی
شان هاوارد کینی (انگلیسی: Sean Howard Kinney؛ زادهٔ ۲۷ مهٔ ۱۹۶۶) یک موسیقی‌دان اهل ایالات متحده آمریکا است. وی از سال ۱۹۷۶ میلادی تاکنون مشغول فعالیت بوده‌است. او از سال ۱۹۸۷ تاکنون درامر گروه آلیس این چینز است.